# Sadd-e Sāveh
Sadd-e Sāveh (persiska: سدّ ساوه) är en dammbyggnad i Iran.   Den ligger i provinsen Markazi, i den centrala delen av landet, 150 km sydväst om huvudstaden Teheran. Sadd-e Sāveh ligger 1 139 meter över havet.
Terrängen runt Sadd-e Sāveh är kuperad åt sydväst, men åt nordost är den platt. Runt Sadd-e Sāveh är det glesbefolkat, med 20 invånare per kvadratkilometer. Närmaste större samhälle är Mehrzamīn, 12,2 km söder om Sadd-e Sāveh. Trakten runt Sadd-e Sāveh består i huvudsak av gräsmarker.